# ポール・バズレール
ポール・バズレール（仏: Paul Bazelaire, 1886年3月4日 - 1958年12月11日）は、フランスのチェロ奏者、作曲家。
スダンの生まれ。幼少時より音楽家だった母親や祖母からピアノ等を習うも、7歳からチェロを始め、10歳でパリ音楽院に入学・そこでシャルル・ルヌヴーに音楽理論、ジュール・デルサールにチェロを学んだ。1897年には地元スダンでチェロ奏者としてデビューを果たし、パリ音楽院のチェロ科でプルミエ・プリを獲得。1903年には和声法、1905年には対位法や作曲理論でもプルミエ・プリを取得して卒業している。卒業後は、ヨーロッパだけでなく、ロシアやチュニジアにも演奏旅行に出かけた。
1918年から母校のパリ音楽院でチェロ科教授となり、レーヌ・フラショ、ピエール・フルニエ、ロジェ・アルバンやペドロ・コロストーラ等を育てた。
パリにて死去。